# Junkers Ju 322
Junkers Ju 322 е десантен планер на фирма Junkers, създаден по схемата летящо крило. Най-големият в света планер, изработен изцяло от дървен материал.

## Конструкция
Ju.322 „Мамут“ представлява летящо крило с оперение, разположено върху опашни греди, което е необикновено малко за летателен апарат с подобни размери. Крилото е с размах от 62 m и с много лонжеронна конструкция.
Кабината на пилота се намира вляво. В центроплана е разположен товарния отсек. Демонтируемата обшивка в предния край осигурява товаро-разтоварни дейности почти от нивото на земята.
Центропланната секция има в двата си предни края две стрелкови установки с по една 7,9 mm картечница MG 15 или 13 mm MG-131. Под всяка стрелкова установка са монтирани спомагателни колела на шасито, предотвратяващи „заравянето“ на планера при кацане. Стоманени полудъги предпазват заканцовките на крилото. Кацането се осъществява върху две шини, монтирани по краищата на центроплана.

## История

### Разработка
Преценката за проблемите при десантна операция на Британските острови стига до заключение, че първата вълна на десанта трябва да бъде подкрепена задължително с тежка техника. Това налага разработката на тежък десантен планер, способен да транспортира самоходни оръдия с екипажа, бойния запас и горивото, както и танкове или не по-малко от 100 десантчика. Техническият отдел на Министерството на авиацията веднага започва работа по определяне изискванията за такъв планер. Спецификациите са изпратени на Junkers и на Messerschmitt, с изискването до 1 ноември 1940 г. да бъдат предоставени идейните проекти и предварителните разчети. Освен това, серийното производство трябва да започне едновременно с разработката. Всяка от фирмите се подготвя за производството на 100 планера.
Проектът получава наименованието „Операция Варшава“, подпроектът на Junkers се нарича „Варшава-Изток“, а планерът – Ju.322. Конструкторите на Junkers започват работа по този проект в средата на октомври 1940 г. в град Мерсбург под ръководството на главния конструктор Хенри Хертел.
Проектът Ju.322, първоначално наречен от своите създатели „Голиат“, е представен на Техническия департамент на 31 октомври 1941 г. До голяма степен той напомня пътническия самолет Junkers G.38. На 6 ноември в завода в Мерсбург пристига телеграма от Министерството на авиацията: „Производството да започне веднага! Количеството да се удвои! Изпитанията да се проведат в най-кратки срокове!“ По това време Ju.322 е преименуван в „Мамут“.
Junkers получават указания самолетът да бъде изработен изцяло от дървесина, но компанията има опит единствено с метални конструкции и никога не работи с дървен материал. Освен това, въпреки по-високия приоритет на работата, фирмата няма никаква възможност да получи необходимото количество качествена дървесина. Налага се да използва цялото количество дървесина, което успява да получи.
Изчисленията на конструкторите за здравина са опровергани от опитния отдел – статичните изпитания на предния лонжерон показват, че той не издържа на натоварването. Вторият лонжерон се чупи при 60 процентно натоварване. Проблемът се оказва трудно разрешим. Производителите не успяват да получат качествена дървесина, въпреки че 30 серийни Ju.322 вече са частично готови.
Това дава основание на немския ас Ернст Удет да твърди, че планерът ще бъде неустойчив, ако изобщо успее да се издигне във въздуха.
Заради специфичния корпус на „Мамут“, количката за излитане се оказва сложен проблем. За да издържи теглото на натоварения планер, тя представлявала мощна конструкция от стоманени тръби с тегло 8 тона. Планирано е „Мамут“ да се разполага върху количката посредством четири окачени на ресори шини, така че в процеса на излитане да се издигне направо от количката. Спирането на количката става с помощта на парашут. Въпреки това, изпитанията на умалени модели показват, че буксиращият самолет може да изтегли планера от количката още преди достигане скоростта на излитане. Поради тази причина се налага количката да бъде преработена така, че да се отдели когато планерът е вече в полет. При тестове от височина 1,5 – 5 m количката е изхвърляна успешно, но отскачането ѝ от излетната полоса представлява потенциална опасност за планера, поради което се налага нова преработка за увеличаване височината на изхвърляне.

### Първи полет
Първият полет е подготвен за април 1941 г. По това време първият екземпляр на Ju.322 е завършен, а 98 безмоторни планери са в различни стадии на монтаж. Ju.332 е закачан за Ju.90 с помощта на 120-метрово въже с дебелина 16 mm.
По време на първия полет, буксиращият самолет излита на пълна мощност на двигателите, но дори в този случай Ju 322 успява да се откъсне от земята чак в края на пистата. Количката за излитане е изхвърлена веднага, но се разбива при сблъсъка със земята, а част от разлетелите се отломки улучват планера. Пилотът на буксиращия самолет се опитва да продължи полета, но планерът, издигайки се над буксировчика, задира опашката на последния. Когато буксиращия самолет вече пикира, пилотът на Ju 322 отцепва буксира. Буксировчикът излиза от пикиране на метри от земята. Веднага след отцепването, планерът преминава в нормален полет, след което каца на 200 метра от прожекторна батарея. Мястото на кацане веднага е отцепено. След две седмици Мамута е изтеглен обратно от два танка.

### Закриване на проекта
Конструкторите на „Варшава-Изток“ веднага увеличават оперението на корпуса и започват подготовка за нови доработки, но след още няколко полета става ясно, че характеристиките на „Мамут“ са твърде лоши. През май 1941 г. Техническият департамент нарежда на Junkers да прекрати всички работи по планера. Няколко седмици по-късно всички готови планери, както и тези, в процес на монтаж, са нарязани на парчета за гориво на газогенераторни машини.

## Летателни данни
| Модификация                   | Ju.332-V1                                    |
| Размах на крилете:            | 62.00 m                                      |
| Дължина:                      | 30.25 m                                      |
| Височина:                     | 10.00 m                                      |
| Тегло празен                  | 26 000 kg                                    |
| Максимално тегло при излитане | 36 000 kg                                    |
| Буксировка                    | 210 kg                                       |
| Екипаж                        | 1 – 2                                        |
| Полезен товар                 | 12 000 kg                                    |
| Въоръжение                    | 1 x 7.9 mm картечница MG 15 или 13 mm MG-131 |